# کاروی هاسلر
کاروی هاسلر (مجاری: Hauszler Károly؛ زادهٔ ۱۹ مارس ۱۹۵۲) بازیکن واترپلو اهل مجارستان است.